# Een ster in de familie
Een ster in de familie is een Vlaams televisieprogramma dat uitgezonden wordt in het voorjaar van 2011 op VTM. De presentatie is in handen van Johan Terryn. In het programma worden ouders beetgenomen door hun kind en een Bekende Vlaming. Alles wordt gefilmd met verborgen camera.

## Inhoud
Een Vlaming maakt zijn/haar ouders wijs dat hij/zij een nieuw lief heeft en nodigt hen uit om dat lief te ontmoeten in diens luxueuze loft in hartje Brussel. Daar ontdekken de ouders dat het lief een BV is. Tijdens een gezellig etentje komen de vreemde trekjes van de BV naar boven wat de ouders aan het twijfelen brengt over de relatie...
Presentator Johan Terryn houdt via een oortje alles onder controle en helpt de BV om zich door het etentje te loodsen. Af en toe heeft hij ook zelf een (kleine) rol in het verhaal. Op het einde wordt bekendgemaakt dat het om een grap gaat en overhandigt Johan de ouders een cadeaubon.

## Afleveringen

### Seizoen 1
| Seizoen/aflevering | Datum            | BV                | Kijkcijfer |
| ------------------ | ---------------- | ----------------- | ---------- |
| 1.1                | 27 januari 2011  | Anthony Arandia   | 710.368    |
| 1.2                | 3 februari 2011  | Showbizz Bart     | 684.072    |
| 1.3                | 10 februari 2011 | Kate Ryan         |            |
| 1.4                | 17 februari 2011 | Staf Coppens      | 585.224    |
| 1.5                | 24 februari 2011 | Veerle Dobbelaere | 660.560    |

### Seizoen 2
| Seizoen/aflevering | Datum       | BV                | Kijkcijfer |
| ------------------ | ----------- | ----------------- | ---------- |
| 2.1                | 19 mei 2011 | Sergio Quisquater | 606.415    |
| 2.2                | 26 mei 2011 | Kürt Rogiers      |            |
| 2.3                | 2 juni 2011 | Isabelle A        |            |